# Licuala tanycola
Licuala tanycola är en enhjärtbladig växtart som beskrevs av Harold Emery Moore. Licuala tanycola ingår i släktet Licuala och familjen Arecaceae. Inga underarter finns listade i Catalogue of Life.